# Korochi
Korochi es una ciudad censal situada en el distrito de Kolhapur en el estado de Maharashtra (India). Su población es de 20420 habitantes (2011). Se encuentra a 23 km de Kolhapur.

## Demografía
Según el censo de 2011 la población de Korochi era de 20420 habitantes, de los cuales 10699 eran hombres y 9721 eran mujeres. Korochi tiene una tasa media de alfabetización del 85,60%, superior a la media estatal del 82,34%: la alfabetización masculina es del 92,05%, y la alfabetización femenina del 78,51%.